# Agrotis olivina
Agrotis olivina är en fjärilsart som beskrevs av Otto Staudinger 1901. Agrotis olivina ingår i släktet Agrotis och familjen nattflyn. Inga underarter finns listade i Catalogue of Life.